# Бразильско-малайзийские отношения
Бразильско-малайзийские отношения — двусторонние дипломатические отношения между Бразилией и Малайзией.

## Экономические отношения
Государства тесно сотрудничают в экономическом секторе, и многие бразильские бренды и компании присматриваются к малазийскому рынку. По состоянию на 2012 год бразильские компании инвестировали в Малайзию в общей сложности 6 миллиардов долларов США.
Бразильская горнодобывающая компания Vale начала строительство центра перевалки железной руды в Малайзии.
Бразилия остается одним из крупнейших поставщиков оружия, а также крупным экспортером сахара и говядины в Малайзию. Малазийская нефтяная компания Petronas подписала соглашение с бразильской компанией Dommo Energia. Государства также находятся в процессе создания совместных предприятий по разработке биотоплива, и Малайзия ищет возможности помочь Бразилии в запланированном расширении широкополосного доступа в Интернет по всей стране.

## Дипломатические представительства
- Бразилия имеет посольство в Куала-Лумпуре[13].
- Малайзия содержит посольство в Бразилиа[14].